# 카림 엘 아마디
카림 엘 아마디 아로시(아랍어: كريم الأحمدي, 영어: Karim El Ahmadi Arrousi, 1985년 1월 27일 ~ )는 모로코계 네덜란드의 전 축구 선수이다.